# 布莱摩泽尔区
布莱摩泽尔区（法語：Arrondissement de Boulay-Moselle）是法国原洛林大区摩泽尔省的一个旧区，该区曾辖有3个县和96个市镇。2015年，该区与福尔巴克区合并为福尔巴克-布莱摩泽尔区。 